# Streetsboro
Streetsboro é uma cidade localizada no estado norte-americano de Ohio, no Condado de Portage.

## Demografia
Segundo o censo norte-americano de 2000, a sua população era de 12.311 habitantes.
Em 2006, foi estimada uma população de 14.185, um aumento de 1874 (15.2%).

## Geografia
De acordo com o United States Census Bureau tem uma área de
63,1 km², dos quais 62,2 km² cobertos por terra e 0,9 km² cobertos por água.

## Localidades na vizinhança
O diagrama seguinte representa as localidades num raio de 12 km ao redor de Streetsboro.